# The Battle of Polytopia
The Battle of Polytopia (littéralement : « La Bataille de Polytopia ») est un jeu vidéo de type 4X développé par Midjiwan AB. Il est sorti en février 2016 sur Android et IOS, au Printemps 2020 sur Steam pour Windows et MacOS X.
Le joueur est à la tête de l'une des douze tribus régulières et quatre tribus spéciales et doit soit éliminer les tribus adverses en conquérant leurs capitales (mode Domination), soit faire le score le plus grand possible en 30 tours (mode  Parfait !). Il peut également choisir le mode Créative où il pourra créer un monde selon ses propres envies et ensuite choisir entre les modes Infinité (il pourra jouer autant qu'il le souhaite avec des adversaires s'il le veut), Domination (même chose que domination "1" mais avec un monde dont il est créateur) et Parfait ! (même chose que pour parfait "1" mais avec un monde dont il est le créateur). Il peut jouer seul contre des intelligences artificielles et contre des amis (ou les deux), sur le même appareil ou en ligne .

## Histoire
Sorti en février 2016, le jeu s'appelait à l'origine Super Tribes. Cependant, en juin 2016, le nom a été changé pour The Battle of Polytopia en raison de problèmes de marque.

## Système de jeu
Polytopia est un jeu de stratégie au tour par tour. Le joueur prend le rôle de chef de tribu, en commençant avec une technologie spécifique à sa tribu et une ville (sa capitale), et tente de construire un empire en concurrence avec les autres tribus, qui peuvent être contrôlées par un robot ou par des joueurs en ligne ou sur le même appareil avec le système « Pass & Play ».
Il y a actuellement 16 tribus différentes à choisir, mais uniquement 4 gratuites. Chaque tribu a des terrains et des structures différents et trois d'entre elles ont un arbre technologique spécifique.

## Tribus disponibles

### Tribus humaines
Ces tribus n'ont pas de spécificité autre que leur technologie de départ.
| Nom      | Technologie de départ                                               | Coût (en €) | Date de sortie    | Couleur      |
| -------- | ------------------------------------------------------------------- | ----------- | ----------------- | ------------ |
| Xin-Xi   | Escalade (Climbing)                                                 | Gratuit     | 4 février 2016    | Rouge        |
| Imperius | Organisation (Organization)                                         | Gratuit     | 4 février 2016    | Bleu         |
| Bardur   | Chasse (Hunting)                                                    | Gratuit     | 4 février 2016    | Noir         |
| Oumaji   | Équitation (Riding)                                                 | Gratuit     | 4 février 2016    | Jaune        |
| Kickoo   | Pêche (Fishing)                                                     | 1,09 €      | 4 février 2016    | Vert citron  |
| Hoodrick | Tir à l'arc (Archery)                                               | 1,09 €      | 23 mars 2016      | Marron       |
| Luxidoor | Aucune, commence avec une ville de niveau 3 et une muraille         | 4,49 €      | 23 mars 2016      | Violet       |
| Vengir   | Les Vengir commencent avec la Métallurgie (Smithery) et un épéiste. | 1,09 €      | 23 juin 2016      | Blanc        |
| Zebasi   | Agriculture (Farming)                                               | 1,09 €      | 4 août 2016       | Orange       |
| Ai-Mo    | Méditation (Meditation)                                             | 1,09 €      | 1er décembre 2016 | Turquoise    |
| Quetzali | Boucliers (Shields)                                                 | 1,09 €      | 19 octobre 2017   | Vert foncé   |
| Yǎdakk   | Route (road)                                                        | 1,09 €      | 13 septembre 2018 | Jaune/marron |

### Tribus spéciales
Ces tribus ont des modifications spécifiques de leur arbre et de leurs unités.
| Nom      | Technologie de départ                                     | Coût (en €) | Date de sortie  | Couleur    |
| -------- | --------------------------------------------------------- | ----------- | --------------- | ---------- |
| Aquarion | Aucun, arbre technologique modifié                        | 2,29€       | 8 juin 2017     | Saumon     |
| ∑∫ỹriȱŋ  | Forêt magique (Forest Magic), arbre technologique modifié | 2,29€       | 24 mai 2018     | Rose vif   |
| Polaris  | Glaciation (freezing), arbre technologique modifié        | 2,29 €      | 11 juin 2019    | blanc      |
| Cymanti  | Agriculture (modifié), arbre technologique modifié        | 2,29 €      | 18 février 2021 | vert clair |

## Unités
Les unités sont indispensables pour avancer dans le jeu. Chaque tribu commence avec seulement un type d'unité disponible sauf les tribus Oumaji, Hoodrick, Vengir, Quetzali, ∑∫ỹriȱŋ, Polaris et Cymanti. D'autres unités peuvent être débloquées en recherchant des technologies.

### Unités militaires
| Nom                      | Points de vie | Mouvement | Attaque | Défense | Case d'attaque | Prix (en étoile) | Condition pour création                                                  | Compétence                                                                                                  |
| ------------------------ | ------------- | --------- | ------- | ------- | -------------- | ---------------- | ------------------------------------------------------------------------ | --- |
| Guerrier (Warrior)       | 10            | 1         | 2       | 2       | 1              | 2                | Aucune                                                                   | Peut attaquer après s'être déplacé                                                                          |
| Cavalier (Rider)         | 10            | 2         | 2       | 1       | 1              | 3                | Débloquer avec l'équitation (Riding)                                     | Peut attaquer après s'être déplacé puis peut à nouveau se déplacer                                          |
| Archer                   | 10            | 1         | 2       | 1       | 2              | 3                | Débloquer avec le tir à l'arc (Archery)                                  | Peut attaquer après s'être déplacé                                                                          |
| Défenseur (Defender)     | 15            | 1         | 1       | 3       | 1              | 3                | Débloquer avec les boucliers (Shields)                                   | Aucune |
| Épéiste (Swordsman)      | 15            | 1         | 3       | 3       | 1              | 5                | Débloquer avec la Métallurgie (Smithery)                                 | Peut attaquer après s'être déplacé                                                                          |
| Catapulte                | 10            | 1         | 4       | 0       | 3              | 8                | Débloquer avec le Calcul (Mathematics)                                   | Aucune |
| Chevalier (Knight)       | 15            | 3         | 3,5     | 1       | 1              | 8                | Débloquer avec la Chevalerie (Chivalery)                                 | Peut attaquer après s'être déplacé puis peut immédiatement attaquer après avoir détruit une unité           |
| Mentaliste (Mind Bender) | 10            | 1         | 0       | 1       | 1              | 5                | Débloquer avec la Philosophie (Philosophy)                               | Peut guérir les unités autour de lui ou peut convertir une unité à proximité pour quelle rejoigne les rangs |
| Géant                    | 40            | 1         | 5       | 4       | 1              | Aucun            | Améliorer une ville au niveau 5 et plus ou en recherchant dans une ruine | Aucune |

### Unités navales
| Nom                 | Points de vie       | Mouvement | Attaque | Défense | Portée | Prix (en étoile)                           | Condition pour création                                                                                  | Compétence                                                    |
| ------------------- | ------------------- | --------- | ------- | ------- | ------ | ------------------------------------------ | --- | ------------------------------------------------------------- |
| Radeau (Raft)       | Varie selon l'unité | 2         | 0       | 1       | 2      | Aucun                                      | Débloquer avec la Navigation (Sailing). Déplacer une unité terrestre sur un port appartenant au joueur.  | Aucune                                                        |
| Pirate (Pirate)     | Varie selon l'unité | 2         | 2       | 2       | 1      | Aucun                                      | Déplacer une unité Dague (Dagger) sur un port appartenant au joueur                                      | Les ennemis ne contre-attaquent pas lorsque le pirate attaque |
| Pilonneur (Rammer)  | Varie selon l'unité | 3         | 3       | 3       | 1      | 5 étoiles pour améliorer le Radeau (Raft)  | Débloquer avec l'Aquaculture (Aquaculture) Améliorer le Radeau dans un territoire appartenant au joueur. | Peut attaquer après s'être déplacé                            |
| Éclaireur (Scout)   | Varie selon l'unité | 3         | 2       | 1       | 2      | 5 étoiles pour améliorer le Radeau (Raft)  | Débloquer avec la Navigation (Sailing) Améliorer le Radeau dans un territoire appartenant au joueur.     | Peut attaquer après s'être déplacé                            |
| Bombardier (Bomber) | Varie selon l'unité | 2         | 3       | 2       | 3      | 15 étoiles pour améliorer le Radeau (Raft) | Débloquer avec le Cabotage (Navigation) Améliorer le Radeau dans un territoire appartenant au joueur.    | Cause des dégats aux unités proches de celle attaquée         |

### Unités militaires spéciales de Aquarion
| Nom        | Points de vie | Mouvement                   | Attaque | Défense | Case d'attaque | Prix (en étoile) | Condition pour création                                                  | Compétence |
| ---------- | ------------- | --------------------------- | ------- | ------- | -------------- | ---------------- | ------------------------------------------------------------------------ | --- |
| Amphibien  | 10            | 2 sur l'eau, 1 sur la terre | 2       | 1       | 1              | 3                | Débloquer avec l'équitation (Riding), remplace le cavalier (rider).      | Peut attaquer après s'être déplacé puis peut à nouveau se déplacer et peut nager dans l'eau peu profonde mais a besoin de la technologie Plongée Libre (Free Diving) ou Navigation pour nager dans l'océan |
| Tridention | 15            | 2 sur l'eau, 1 sur la terre | 3       | 1       | 2              | 8                | Débloquer avec le harponnage (Spearing), remplace le chevalier (knight). | Peut attaquer après s'être déplacé puis peut à nouveau se déplacer et peut nager dans toutes les eaux. |
| Crabe      | 40            | 1                           | 4       | 4       | 1              | Aucun            | Améliorez une ville au niveau 5 et plus. Remplace le géant.              | Peut se déplacer après avoir attaqué et peut nager dans l'eau peu profonde mais a besoin de la technologie Plongée Libre (Fre Diving) ou Navigation pour nager dans l'océan                                |

### Unités militaires spéciales de ∑∫ỹriȱŋ
| Nom                        | Points de vie | Mouvement | Attaque | Défense | Case d'attaque | Prix (en étoile) | Condition pour création                                                                                    | Compétence |
| -------------------------- | ------------- | --------- | ------- | ------- | -------------- | ---------------- | --- | --- |
| Polytaur                   | 15            | 1         | 3       | 1       | 1              | 2                | Débloquer avec la Forêt Magique, remplace la Chasse. Un Polytaur est créé en enchantant un animal sauvage. | Peut attaquer après s'être déplacé |
| Œuf de dragon (Dragon Egg) | 10            | 1         | 0       | 2       | 1              | Aucun            | Améliorez une ville au niveau 5 et plus. Remplace le géant.                                                | Grandit en Bébé Dragon (Baby Dragon) après 3 tours                                                                                              |
| Bébé Dragon                | 15            | 2         | 3       | 3       | 1              | Aucun            | Évolution d'un Œuf de dragon après 3 tours de croissance.                                                  | Grandit en Dragon de Feu (Fire Dragon) après 3 tours. Peut attaquer après s'être déplacé puis peut à nouveau se déplacer. Se déplace en volant. |
| Dragon de Feu              | 20            | 3         | 4       | 3       | 2              | Aucun            | Débloquer après trois tours de croissance d'un Bébé Dragon.                                                | Peut attaquer après s'être déplacé, peut voler et peut faire des dégâts à distance en touchant les unités adjacentes à la cible.                |

## Technologie
La technologie fait référence aux compétences pouvant être recherchées en utilisant des étoiles débloquant de nouvelles unités, bâtiments et capacités.
Le coût de la recherche de technologie augmente à mesure que le nombre de villes de la tribu augmente. Le coût d'une technologie de niveau 1 commence à 5 étoiles, de niveau 2 à 6 et de niveau 3 à 7. Pour chaque ville, le prix d'une technologie de niveau 1 augmente de 1, de niveau 2 augmente de 2 et de niveau 3 augmente de 3.

## Robots
Il y a quatre types de robots : IA facile, IA normale, IA intense, IA démente :
- IA facile : C'est une IA très simple à joueur, qui permet au joueur débutant de comprendre le jeu et au cours de différentes parties, de s'amuser en optant pour une stratégie lui étant propre. L'IA facile est peu offensive et attaque rarement en première.
- IA normale : Quand un joueur se sent prêt, il peut passer au niveau supérieur, l'IA normale. Elle est plus offensive et évolue beaucoup plus rapidement.
- IA intense : Ce niveau-ci est réservé aux joueurs qui ont atteint un niveau avancé et sont nettement au-dessus des IA normales. L'IA intense ressemble un peu à l'IA normale, avec une difficulté légèrement rehaussée.
- IA démente : L'IA démente est le dernier niveau de robots de La Bataille de Polytopia. C'est une IA qui est extrêmement offensive et peu amicale. Elle s'adapte surtout très rapidement à son environnement (marin, uniquement terrestre,...). 